# Antonio Cano
Antonio Cano (Llorca, (Múrcia), 1811 - Madrid, 1897) guitarrista i compositor espanyol.
Estudia la guitarra amb els mestres Ayala i Soriano en la capital murciana. Després fou professor del Col·legi Nacional de Sord-muts i Cecs (1874). Des de 1847 va donar diversos concerts a Madrid, amb un bon èxit; emprenent el 1853 una gira artística a França i Portugal sent nomenat el 1859 professor de cambra de l'infant Sebastià de Borbó. Va publicar La guitarra, una col·lecció de composicions originals i transcripcions i sobre motius d'òpera (1850) i un mètode per a guitarra.
El seu fill Federico, (1838-1904), també fou guitarrista, donant-se a conèixer principalment a València i Madrid on donà diversos concerts. També és autor de diverses composicions.